# Endocardite de Loeffler
Endocardite de Loeffler também chamada de doença endomiocardica eosinofílica ou endocardite fibroplástica, refere-se a inflamação do endocárdio (endocardite) caracterizada por uma infiltração de eosinófilos que resulta, com o tempo, no engrosamento fibrótico de porções do coração. Essa doença parece ser uma subcategoria da Síndrome hipereosinofílica.